# Cressonsacq
Cressonsacq – miejscowość i gmina we Francji, w regionie Hauts-de-France, w departamencie Oise.
Według danych na rok 1990 gminę zamieszkiwało 313 osób, a gęstość zaludnienia wynosiła 48 osób/km² (wśród 2293 gmin Pikardii Cressonsacq plasuje się na 687. miejscu pod względem liczby ludności, natomiast pod względem powierzchni na miejscu 732.).